# Сант'Андреа Фријус
Сант'Андреа Фријус (итал. Sant'Andrea Frius) је насеље у Италији у округу Каљари, региону Сардинија.
Према процени из 2011. у насељу је живело 1747 становника. Насеље се налази на надморској висини од 295 м.

## Становништво
Према резултатима пописа становништва 2011. у општини је живело 1.834 становника.
| 1931. | 1936. | 1951. | 1961. | 1971. | 1981. | 1991. | 2001. | 2011. |
| ----- | ----- | ----- | ----- | ----- | ----- | ----- | ----- | ----- |
| 1.383 | 1.404 | 1.618 | 1.769 | 1.763 | 1.815 | 1.854 | 1.892 | 1.834 |